# 小王婕妤
婕妤王氏（しょうよ おうし、1107年 - ?）は、北宋の徽宗の妃嬪。徽宗には他にも王姓の婕妤がおり、その区別のためもあって小王婕妤と呼ばれる。

## 生涯
婕妤（嬪より低い位）の位を授けられた。
靖康の変で金に連行された時、王氏は妊娠しており、連行途中の4月に男子を出産した。金に到着後は、産婦だったことを考慮されたため、兵に凌辱されて妊娠した5人の妃嬪と一緒に、昏徳公（徽宗）のもとに帰された。
以後、この息子の記載はない。小王婕妤は、南宋と金の国交が回復した時（1162年）まで、金で暮らしていたことが伝わっている。

## 息子
- 趙極

## 伝記資料
- 『靖康稗史箋證』
- 『三朝北盟会編』
- 『宋会要輯稿』